# 艾伯科技
艾伯科技股份有限公司，簡稱艾伯科技股份和艾伯科技（英語：IBO Technology Company Limited，港交所：2708），在2000年，由主席黎子明，於總部香港成立「艾伯國際集團有限公司」，其業務在全球經營提供綜合物聯網智能終端產品應用及解決方案服務。
股份在2017年12月28日於港交所主板上市。全球招股定價為1.5至1.8港元之間，發行股數為1億股，而集資額為1.5億港元，用作投資物聯網相關企業。

## 連結
- ibotech.hk （页面存档备份，存于）